# Jaume Plensa
Jaume Plensa (ur. 1955 w Barcelonie) – hiszpański rzeźbiarz.

## Życiorys
Studiował w Llotja School of Art and Design oraz w Sant Jordi School of Fine Arts. W 1980 miał pierwszą wystawę indywidualną w Barcelonie. Od tego czasu mieszkał i pracował w Berlinie, Brukseli, a także na terenie Anglii, Francji i Stanów Zjednoczonych. Następnie powrócił do Barcelony. Nauczał w École nationale supérieure des Beaux-Arts w Paryżu. Współpracuje ze School of the Art Institute of Chicago, a także innymi uczelniami na świecie.
Do przełomowych wystaw w jego karierze należy wystawa zorganizowana w Fundació Joan Miró w Barcelonie (1996). Odwiedziła ona też potem Galerie Nationale du Jeu de Paume w Paryżu i Malmö Konsthall w Malmö (1997). W Niemczech jego wystawy zorganizowały m.in.: Love Sounds w Kestner Gesellschaft w Hanowerze (1999), The Secret Heart w trzech muzeach w Augsburgu (2014) oraz Die Innere Sight w Max Ernst Museum w Brühl (2016). W latach 2015–2016 jego wystawa Human Landscape odwiedziła kilka muzeów w Ameryce Północnej: Cheekwood Estate and Gardens i The Frist Center for the Visual Arts w Nashville, Tampa Museum of Art w Tampa, jak również Toledo Museum of Art. Później wystawiał w Palacio de Cristal–Museo Nacional Centro de Arte Reina Sofía w Madrycie oraz MACBA w Barcelonie, Muzeum Sztuki Nowoczesnej w Moskwie i Muzeum Beelden aan Zee w Hadze. W 2019 otrzymał specjalne wyróżnienie za dzieło Behind The Walls (2018) w Rockefeller Center w Nowym Jorku, które pokazywano potem w Museo Nacional de Arte w Ciudad de Mexico, w 2020 posadowione na stałe w Muzeum Sztuki Uniwersytetu Michigan w Ann Arbor. Do jego najważniejszych wystaw należy zorganizowana w Centrum Rzeźby Nashera w Dallas. W 2011 kolekcję jego rzeźb wystawiono w Yorkshire Sculpture Park w West Bretton w Anglii. Była to jedna z najbardziej kompletnych wystaw poświęconych twórczości Plensy.
Bardzo ważnym elementem jego pracy jest umieszczanie rzeźb w przestrzeni publicznej. Stoją one w Hiszpanii, Francji, Japonii, Anglii, Korei Południowej, Niemczech, Kanadzie, USA i innych państwach (m.in. Voices z 2018 w 30 Hudson Yards, Nowy Jork, Dreaming z 2017 w Richmond Adelaide Centre w Toronto, My z 2021 w Londynie i Water's soul  z 2021 w Newport, Jersey City.

## Nagrody
Otrzymał m.in.:
- Medale de Chevalier des Arts et des Lettres przyznawane przez francuskie Ministerstwo Kultury (1993),
- Narodową Nagrodę Rządu Katalonii w dziedzinie Sztuk Pięknych (1997),
- hiszpańską Narodową Nagrodę dla Sztuk Pięknych (2012),
- Nagrodę Velázqueza dla Sztuki (2013) w 2018,
- Narodową Nagrodę Graficzną przyznawaną przez Calcografía Nacional w Madrycie (2013),
- doktorat honoris causa na School of the Art Institute of Chicago,
- doktorat honoris causa na Universitat Autònoma de Barcelona (2018)[1].

Był laureatem m.in.:
- Marsh Award for Excellence in Public Sculpture w Londynie w 2009 za pracę Dream,
- Global Fine Art Award za najlepszą publiczną instalację zewnętrzną w 2015 na 56. Biennale w Wenecji[1].

## Galeria

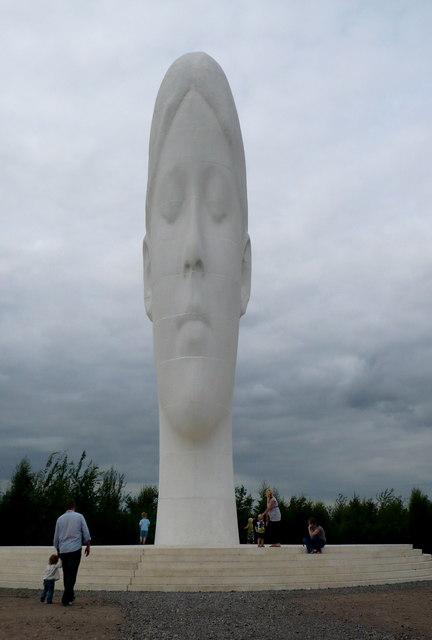
Sen w St Helens
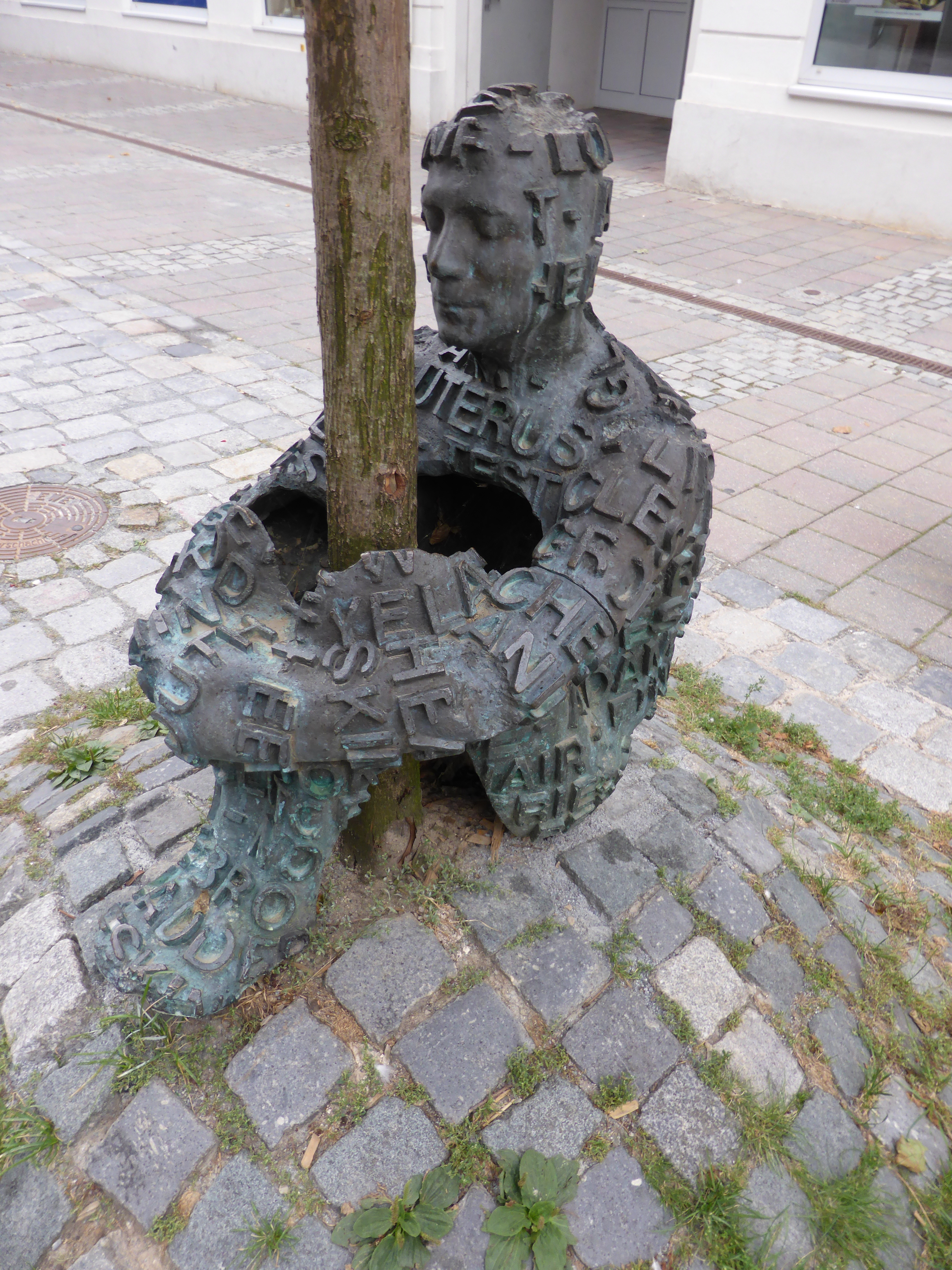
Kaspars Baum w Ansbach
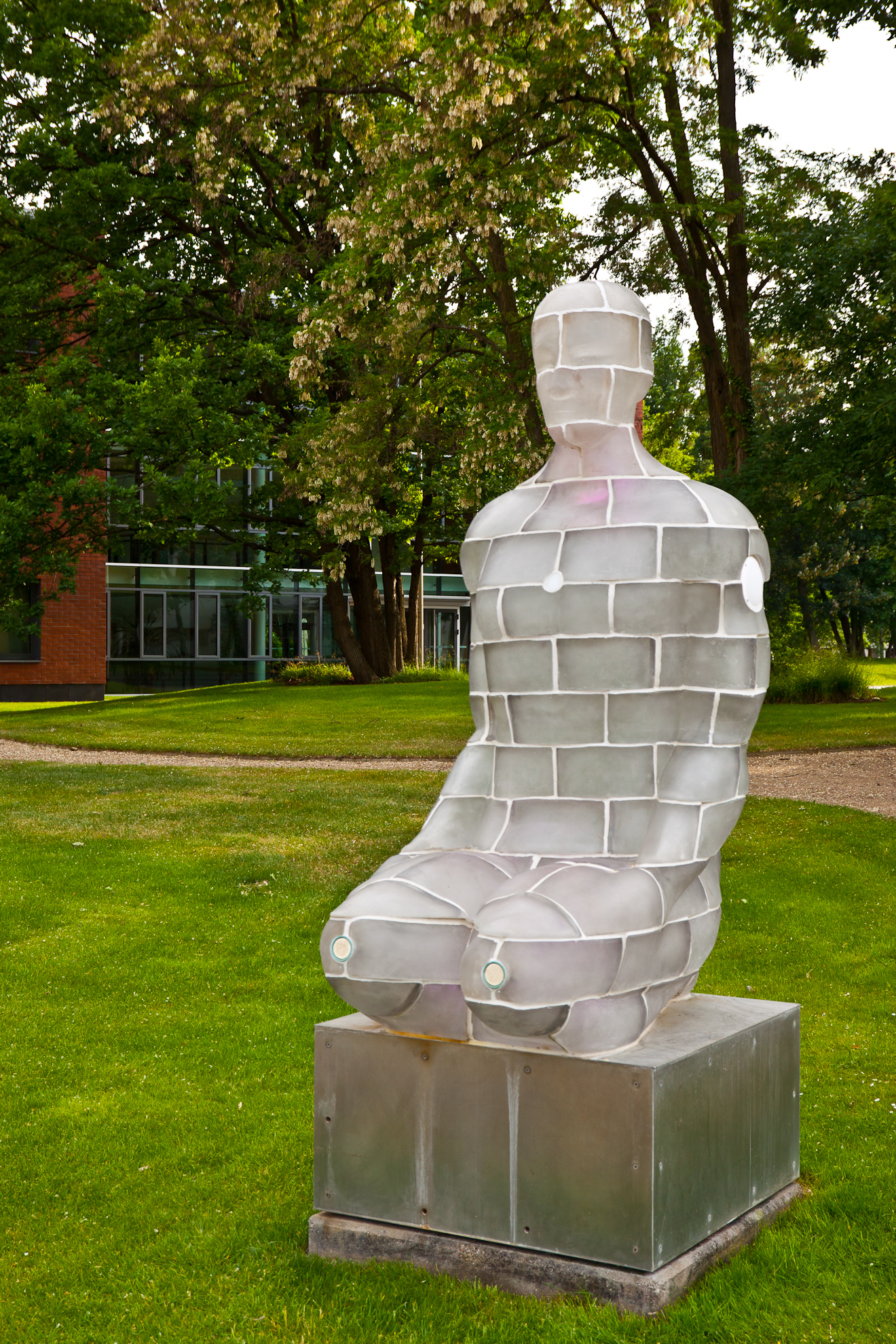
Mr. Net w Poczdamie
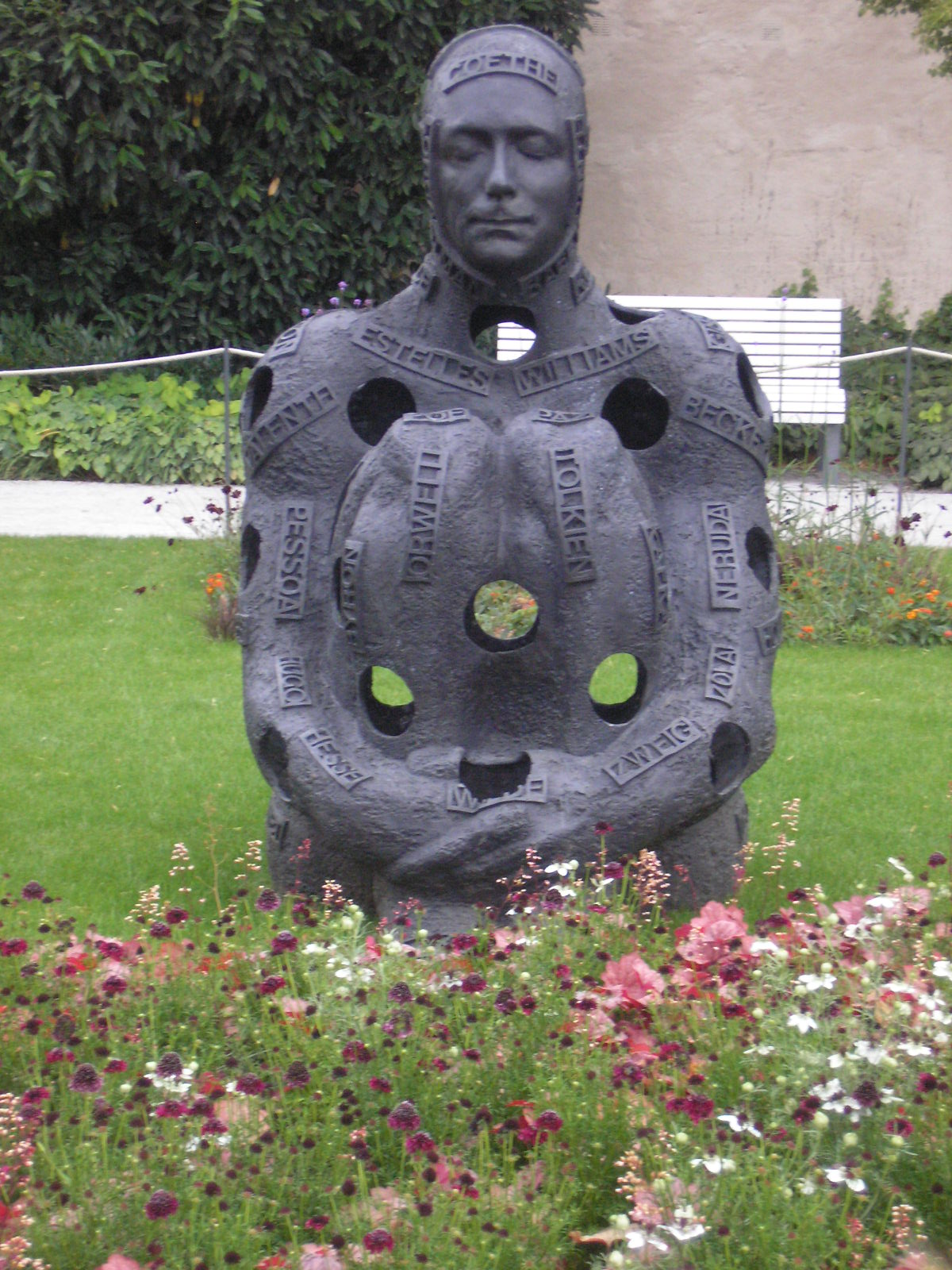
Alchemy w Koblencji
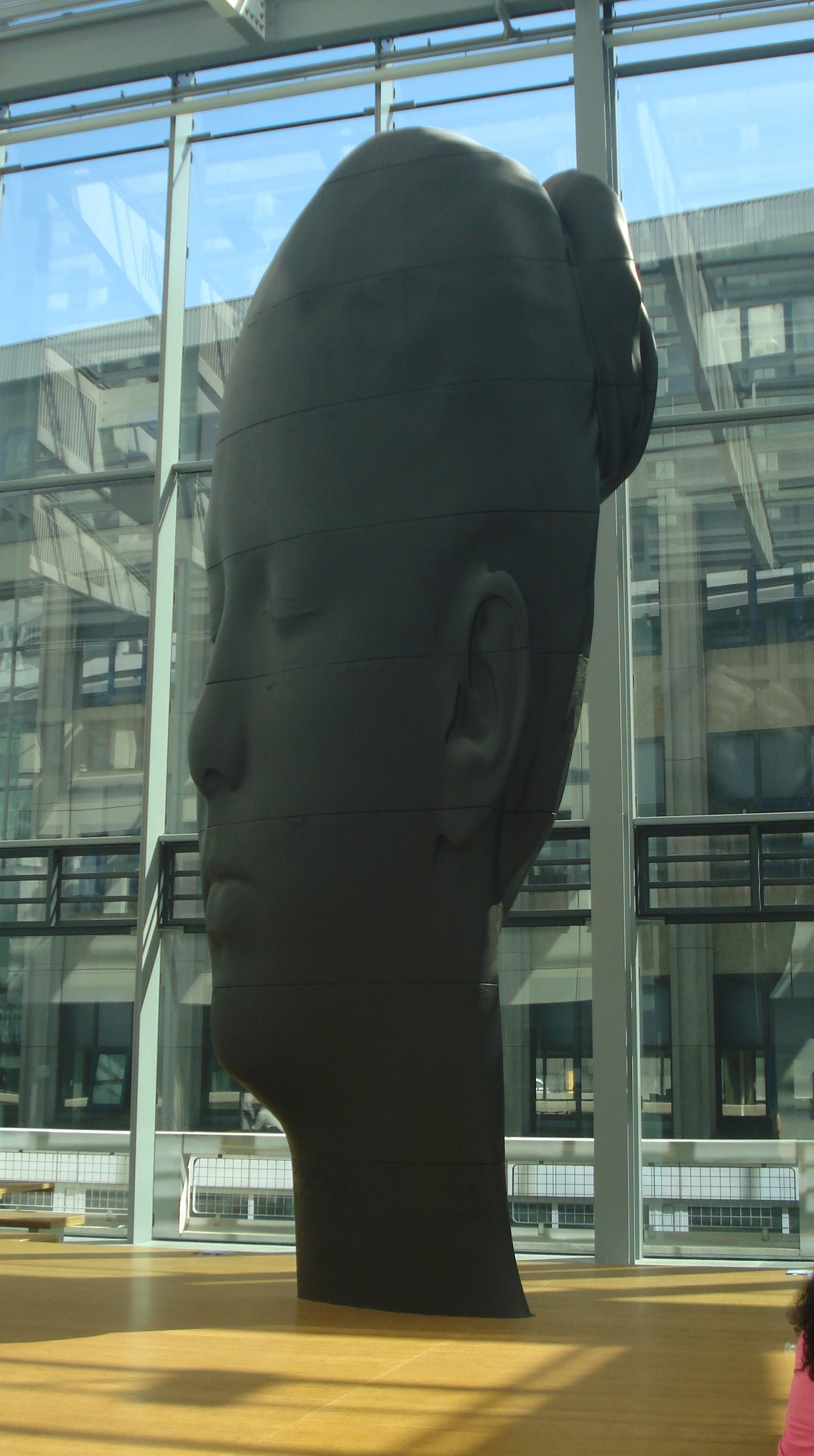
Duna w Rotterdamie